# Roger Schank
Roger C. Schank (1946 – 2023. január 29.) amerikai kognitív pszichológus, a mesterséges intelligencia és a tanulás elmélete foglalkoztatja.

## Életpályája
Pályafutását az 1970-es években a Stanford Egyetemen kezdte, itt került intenzív kapcsolatba a számítógépes feldolgozással, átkerült a Yale Egyetemre pszichológia- és számítástudomány professzornak és a Yale Artificial Intelligence Projekt (Yale Mesterséges Intelligencia Projekt) igazgatója lett.
1989-ben a Northwestern Egyetemen alkalmazták, ahol megalapította az Institute of Learning Sciences-t. Segített a Center for the Learning Sciences létrehozásában a Carnegie Mellon Egyetemen. Ő alapította a Learning Sciences Corporation-t (későbbi nevén Cognitive Arts) és egészen 2003-ig ő volt a testület vezetője. 
Jelenleg a Socratic Arts elnöke és vezérigazgatója.

## Művei
- Tell Me A Story: a new look at real and artificial memory, Scribners, 1990
- The Connoisseur's Guide to the Mind: How we think, How we learn, and what it means to be intelligent, Summit Books, 1991
- Roger Schank and Chip Cleary, Engines for Education, Lawrence Erlbaum Associates Publishing, Hillsdale, New Jersey, 1995
- Making minds less well educated than our own. Mahwah, N.J.: Lawrence Erlbaum, 2004
- Designing world-class e-learning: how IBM, GE, Harvard Business School, and Columbia University are succeeding at e-learning. New York [u.a.]: McGraw-Hill, 2002
- Dynamic memory revisited. Cambridge [u.a.] : Cambridge Univ. Press, 1999

## Magyarul megjelent művei
- Dinamikus emlékezet. A forgatókönyv-elmélet újraértelmezése (Dynamic memory revisited); ford. Ragó Anett; Vince, Bp., 2004, 319 p. ISBN 963-9552-42-9